# 簧风琴

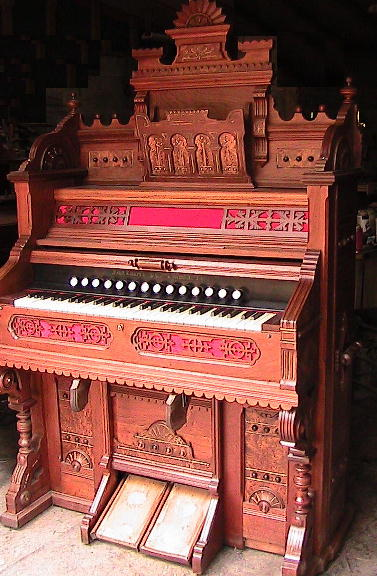

簧风琴是一种小型的键盘乐器，靠振动簧片发声，音域一般为3-5个八度。不同的音栓可产生变化的音色，音量则有踩踏风板控制。第一家簧风琴是法国人德班制造的。一般的簧风琴由压出空气发声，但是美式的簧风琴是由吸入空气发声，音色更加柔和。
在日治時代被引入臺灣的中小學音樂教室，至20世紀末才漸漸汰除。至今，音樂課的風琴仍存在於多數台灣人的記憶中。